# جان گرین (بازیکن بسکتبال)
جان گرین (انگلیسی: Josh Green؛ زادهٔ ۱۶ نوامبر ۲۰۰۰) بازیکن بسکتبال اهل استرالیا است.
وی در مسابقات کشوری و بین‌المللی در مجموع برندهٔ ۱ مدال برنز شده‌است.